# Mariusz Przybylski
Mariusz Przybylski (ur. 19 stycznia 1982 w Częstochowie) – polski piłkarz występujący na pozycji pomocnika. Od 2020 gra w Unii Rędziny.